# Accident (film, 1967)
Pour les articles homonymes, voir Accident (homonymie).
Pour plus de détails, voir Fiche technique et Distribution.
Accident est un film britannique réalisé par Joseph Losey, sorti en 1967.

## Synopsis
Anna et William sont victimes d'un accident de la route à proximité du domicile de Stephen, leur professeur de philosophie à Oxford chez qui ils se rendaient. Stephen, alerté par le bruit, accourt sur les lieux. Il découvre William mort, et extrait Anna du véhicule pour la recueillir chez lui. Il pense que c'est elle qui conduisait et cache sa présence à la police pour lui éviter d'avoir des ennuis. Alors qu'elle est semi-endormie chez lui, encore choquée par l'accident, Stephen se remémore les mois passés, marqués par le désir et la frustration que crée l'arrivée de la belle Anna, énigmatique étudiante venue d'Autriche.

## Fiche technique
- Titre : Accident
- Réalisation : Joseph Losey
- Scénario : Harold Pinter, d'après un roman de Nicholas Mosley
- Producteurs : Joseph Losey et Norman Priggen
- Société de production : Royal Avenue Chelsea
- Musique : John Dankworth
- Directeur de la photographie : Gerry Fisher
- Décors : Carmen Dillon
- Montage : Reginald Beck
- Distribution : London Independent Producers
- Pays d'origine : Royaume-Uni
- Langue : anglais
- Format : Couleurs - 1,85:1 - Mono - 35 mm
- Genre : Comédie dramatique
- Durée : 105 minutes
- Date de sortie : 1967

## Distribution
- Dirk Bogarde : Stephen
- Stanley Baker : Charley
- Jacqueline Sassard : Anna
- Michael York : William
- Vivien Merchant : Rosalind, l'épouse de Stephen
- Ann Firbank : Laura, l'épouse de Charley
- Alexander Knox : le doyen
- Delphine Seyrig : Francesca, la fille du doyen
- Brian Phelan (en) : le sergent de police
- Terence Rigby : le policier en civil
- Maxwell Caulfield (crédité Maxwell Findlater) : Ted, fils de Stephen et Rosalind
- Carole Caplin : Clarissa, fille de Stephen et Rosalind
- Harold Pinter : Bell, le producteur de télévision
- Freddie Jones : l'homme dans le bureau de Bell
- Jane Hillary : la réceptionniste
- Jill Johnson : la secrétaire
- Nicholas Mosley : Don Hedges, collègue de Stephen et Charley

## Autour du film
- Après The Servant, Accident marque la seconde collaboration du dramaturge Harold Pinter en tant que scénariste avec Joseph Losey. Suivront Le Messager et une adaptation de l'œuvre de Marcel Proust À la recherche du temps perdu qui ne sera pas tournée.
- C'est aussi la première collaboration du chef opérateur Gerry Fisher avec le cinéaste américain. Il travaillera, de nouveau, avec Joseph Losey pour Cérémonie secrète, Le Messager, La Maison de poupée, Une Anglaise romantique, Monsieur Klein, Les Routes du sud et Don Giovanni.
- Grands admirateurs d'Alain Resnais, Losey et Pinter lui rendent un évident hommage dans Accident, dans une séquence inspirée de Muriel, ou le Temps d'un retour et interprétée par la même actrice : Delphine Seyrig.

## Distinctions
- 1967 : Grand Prix du Festival de Cannes